# Claire-Clémence de Maillé
Claire Clémence de Maillé (25 februarie 1628 – 16 aprilie 1694) a fost nobilă franceză din familia Brézé și nepoată a Cardinalului Richelieu. S-a căsătorit cu Ludovic al II-lea de Bourbon  supranumit  Le Grand Condé  ("Marele Condé") și a devenit mama lui Henri Jules, Prinț de Condé. A fost Prințesă de Condé și Ducesă de Fronsac.

## Biografie
Claire Clémence s-a născut la Brézé, în departamentul Maine-et-Loire ca fiică a lui Urbain de Maillé, marchiz de Brézé, mareșal al Franței și Nicole du Plessis de Richelieu, sora Cardinalului Richelieu. Ea a avut un fratele mai mic, Jean Armand de Maillé-Brézé, care a devenit amiral al marinei franceze.
Când avea cinci ani, unchiul ei, Cardinalul, i-a aranjat o logodnă cu prințul de sânge francez Louis de Bourbon. Mai târziu, când Louis, pe atunci duce d'Enghien, avea 20 de ani el avea deja mai multe iubite.  Îndrăgostit de Marthe Poussard (numită Mlle du Vigean), el a protestat în van împotriva căsătoriei; tatăl său l-a forțat să se căsătorească cu Claire Clémence.
Căsătoria a avut loc la 11 februarie 1641 la Palais-Royal în Paris. 
Cum ea s-a măritat cu un membru al Casei regale de Bourbon, a devenit Prințesă de Sânge. După decesul tatălui lui în 1646, soțul ei a devenit Primul Prinț de Sânge, care era cel mai înalt rang în afara membrilor familiei regale. 
Deși ea a născut soțului ei trei copii, el a pretins mai târziu că ea a comis adulter cu un număr de bărbați în scopul de a justifica izolarea ei la Castelul Châteauroux însă acest lucru nu a fost crezut de ceilalți oameni; Ducele de Saint-Simon în timp ce admitea că ea era familiară și plictisitoare îi lăuda virtutea, pietatea și blândețea în fața abuzului neobosit pe care îl îndura.
După rușinea, arestarea și detenția soțului ei în ianuarie 1650 la forăreața Vincennes, după Frondă, Claire Clémence s-a distins prin comportamentul ei energic și devotat, urmărind cauza soțului ei, susținându-i prietenii și înfruntând mânia regelui, ordinele lui Mazarin și amenințările populare. În ciuda eforturilor ei, soțul ei a stat închis până la 7 februarie 1651.
Claire s-a alăturat soțului ei în Flandra spaniolă cu fiul lor. Ei au revenit în 1660 și s-au instalat la Castelul Chantilly. Totuși, când a izbucnit un scandal din cauza legăturii ei cu un paj, prințul și-a exilat soția la castelul Raoul în Châteauroux, unde ea a rămas până la moartea ei în 1694. A trăit să vadă nașterea primului ei nepot, Marie Thérèse de Bourbon, Mademoiselle de Bourbon în 1666; primul ei strănepot, Marie Anne de Bourbon, Mademoiselle de Conti, s-a născut în 1689 și mai târziu a devenit Prințesă de Condé.